# Caixa Norton

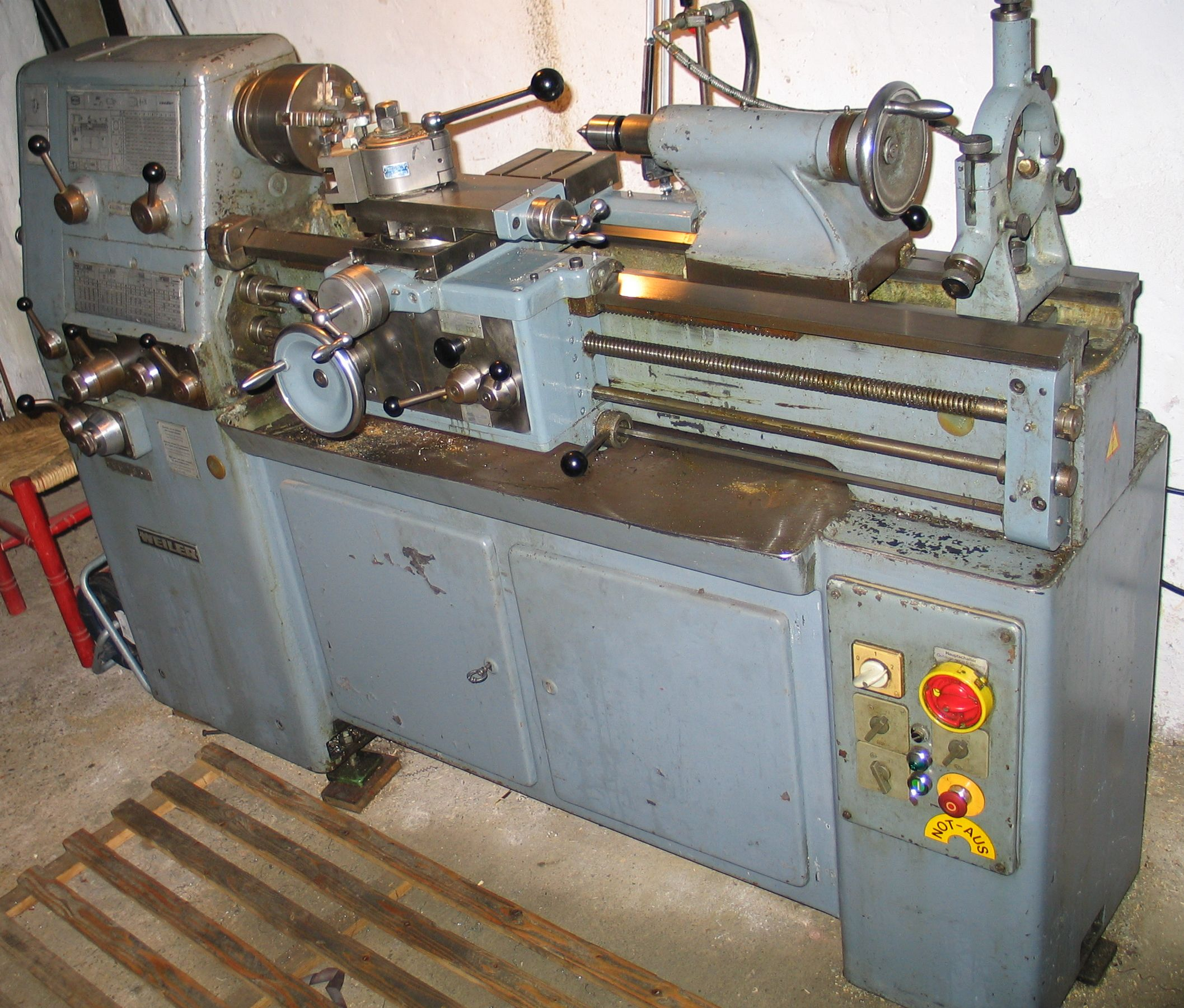
Caixa Norton amb les seves palanques de control al capçal de l'esquerra.

La caixa Norton és un mecanisme compost de diversos engranatges, que va ser inventat i patentat el 1890, per incorporar als torns paral·lels i va donar solució al canvi manual d'engranatges per establir els passos de les peces a roscar. Aquesta caixa pot constar de diversos trens desplaçables d'engranatges o bé un basculant i un con d'engranatges, connectant el moviment del capçal del torn amb el carro porta eines a través de l'eix de roscar.
Una de les tasques que es poden executar en un torn paral·lel és efectuar rosques de diversos passos i mides tant exteriors sobre eixos com interiors sobre femelles. Per això els torns paral·lels universals incorporen un mecanisme anomenat caixa Norton, que facilita aquesta tasca, i evita muntar un tren d'engranatges cada vegada que es vulgui fer una rosca.
El sistema consta d'una caixa de canvis amb diverses caixes reductores. D'aquesta manera, amb la manipulació de diverses palanques s'assoleixen diferents velocitats d'avanç de carro porta eines, permetent roscar una gran varietat de passos de rosca tant mètrics com Whitworth. N'hi ha de bany d'oli i en sec, d'engranatges tallats d'una manera o altra, però bàsicament és una caixa de canvis.